# A Limia
A Limia este o arie protejată (arie de protecție specială avifaunistică — SPA) din Spania întinsă pe o suprafață de 6.939,28 ha, integral pe uscat.

## Localizare
Centrul sitului A Limia este situat la coordonatele 42°08′05″N 7°41′38″W / 42.1348°N 7.6939°V.

## Înființare
Situl A Limia a fost declarat arie de protecție specială avifaunistică în noiembrie 2009 pentru a proteja 2 specii de plante și 50 de specii de animale.

## Biodiversitate
Situată în ecoregiunile atlantică și mediteraneană, aria protejată conține 10 habitate naturale: Cursuri de apă de la nivel de câmpie la nivel montan, cu vegetație Ranunculion fluitantis și Callitricho-Batrachion, Pajiști umede atlantice temperate cu Erica ciliaris și Erica tetralix, Pajiști uscate europene, Fânețe de joasă altitudine (Alopecurus pratensis, Sanguisorba officinalis), Pajiști cu Molinia pe soluri calcaroase, turboase sau argilos-nămoloase (Molinion caeruleae), Păduri de stejar galițio-portugheze cu Quercus robur și Quercus pyrenaica, Păduri aluvionare cu Alnus glutinosa și Fraxinus excelsior (Alno-Padion, Alnion incanae, Salicion albae), Liziere de ierburi înalte hidrofile de câmpie și de nivel montan până la alpin, Ape oligotrofe din câmpii nisipoase, cu un conținut foarte redus de minerale (Littorelletalia uniflorae), Râuri cu maluri nămoloase cu vegetație de Chenopodion rubri p.p. și Bidention p.p..
La baza desemnării sitului se află mai multe specii protejate:
- plante (2): Eryngium viviparum, Veronica micrantha
- păsări (47): pescăruș albastru (Alcedo atthis), rață lingurar (Anas clypeata), rață pitică (Anas crecca), rață mare (Anas platyrhynchos), fâsă-de-câmp (Anthus campestris), stârc cenușiu (Ardea cinerea), stârc roșu (Ardea purpurea), pasărea ogorului (Burhinus oedicnemus), ciocârlie-cu-degete-scurte (Calandrella brachydactyla), caprimulg (Caprimulgus europaeus), chirighiță-cu-obraz-alb (Chlidonias hybridus), chirighiță neagră (Chlidonias niger), barză albă (Ciconia ciconia), șerpar (Circaetus gallicus), erete de stuf (Circus aeruginosus), erete vânăt (Circus cyaneus), erete cenușiu (Circus pygargus), egretă mică (Egretta garzetta), Elanus caeruleus, presură de grădină (Emberiza hortulana), șoim călător (Falco peregrinus), șoimul rândunelelor (Falco subbuteo), vânturel roșu (Falco tinnunculus), becațină comună (Gallinago gallinago), acvilă pitică (Hieraaetus pennatus), piciorong (Himantopus himantopus), stârc pitic (Ixobrychus minutus), sfrâncioc roșiatic (Lanius collurio), ciocârlie de pădure (Lullula arborea), gaia neagră (Milvus migrans), gaia roșie (Milvus milvus), stârc de noapte (Nycticorax nycticorax), dropie (Otis tarda), vultur pescar (Pandion haliaetus), viespar (Pernis apivorus), bătăuș (Philomachus pugnax), lopătar (Platalea leucorodia), ploier auriu (Pluvialis apricaria), cresteț pestriț (Porzana porzana), ciocântors (Recurvirostra avosetta), chiră mică (Sterna albifrons), chiră de baltă (Sterna hirundo), turturică (Streptopelia turtur), silvie de tufiș (Sylvia undata), corcodel mic (Tachybaptus ruficollis), spârcaci (Tetrax tetrax), nagâț (Vanellus vanellus)
- mamifere (1): vidră de râu (Lutra lutra)
- nevertebrate (1): rădașcă (Lucanus cervus)
- pești (1): Pseudochondrostoma duriense

Pe lângă speciile protejate, pe teritoriul sitului au mai fost identificate 1 specie de amfibieni.